# Kundurijja
Kundurijja (arab. قندرية) – wieś w Syrii, w muhafazie Aleppo. W 2004 roku liczyła 888 mieszkańców.